# Liste des titres musicaux numéro un en Allemagne en 2010
Cette page liste les titres numéro un dans les meilleures ventes de disques en Allemagne pour l'année 2010 selon Media Control Charts. 
Les classements sont issus des 100 meilleures ventes de singles et des 100 meilleures ventes d'albums. Ils se déroulent du vendredi au jeudi, et sont publiés le mardi par l'industrie musicale allemande.

## Classement des singles
| №  | Date         | Artiste                     | Titre                                   |
| -- | ------------ | --------------------------- | --------------------------------------- |
| 1  | 1er janvier  | Aura Dione                  | I Will Love You Monday (365)            |
| 2  | 8 janvier    | Keri Hilson                 | I Like                                  |
| 3  | 15 janvier   | Lady Gaga                   | Bad Romance                             |
| 4  | 22 janvier   | Keri Hilson                 | I Like                                  |
| 5  | 29 janvier   | Kesha                       | Tik Tok                                 |
| 6  | 5 février    | Kesha                       | Tik Tok                                 |
| 7  | 12 février   | Kesha                       | Tik Tok                                 |
| 8  | 19 février   | Kesha                       | Tik Tok                                 |
| 9  | 26 février   | Kesha                       | Tik Tok                                 |
| 10 | 5 mars       | Kesha                       | Tik Tok                                 |
| 11 | 12 mars      | Stromae                     | Alors on danse                          |
| 12 | 19 mars      | Stromae                     | Alors on danse                          |
| 13 | 26 mars      | Lena Meyer-Landrut          | Satellite                               |
| 14 | 2 avril      | Lena Meyer-Landrut          | Satellite                               |
| 15 | 9 avril      | Lena Meyer-Landrut          | Satellite                               |
| 16 | 16 avril     | Lena Meyer-Landrut          | Satellite                               |
| 17 | 23 avril     | Lena Meyer-Landrut          | Satellite                               |
| 18 | 30 avril     | Mehrzad Marashi (de)        | Don’t Believe                           |
| 19 | 7 mai        | Mehrzad Marashi (de)        | Don’t Believe                           |
| 20 | 14 mai       | Mehrzad Marashi (de)        | Don’t Believe                           |
| 21 | 21 mai       | Mehrzad Marashi (de)        | Don’t Believe                           |
| 22 | 28 mai       | K’naan                      | Wavin' Flag                             |
| 23 | 4 juin       | K’naan                      | Wavin' Flag                             |
| 24 | 11 juin      | Lena Meyer-Landrut          | Satellite                               |
| 25 | 18 juin      | K’naan                      | Wavin' Flag                             |
| 26 | 25 juin      | Shakira feat. Freshlyground | Waka Waka (This Time for Africa)        |
| 27 | 2 juillet    | Shakira feat. Freshlyground | Waka Waka (This Time for Africa)        |
| 28 | 9 juillet    | Shakira feat. Freshlyground | Waka Waka (This Time for Africa)        |
| 29 | 16 juillet   | Shakira feat. Freshlyground | Waka Waka (This Time for Africa)        |
| 30 | 23 juillet   | Shakira feat. Freshlyground | Waka Waka (This Time for Africa)        |
| 31 | 30 juillet   | Shakira feat. Freshlyground | Waka Waka (This Time for Africa)        |
| 32 | 6 août       | Yolanda Be Cool & DCUP (en) | We No Speak Americano                   |
| 33 | 13 août      | Yolanda Be Cool & DCUP (en) | We No Speak Americano                   |
| 34 | 20 août      | Yolanda Be Cool & DCUP (en) | We No Speak Americano                   |
| 35 | 27 août      | Yolanda Be Cool & DCUP (en) | We No Speak Americano                   |
| 36 | 3 septembre  | Yolanda Be Cool & DCUP (en) | We No Speak Americano                   |
| 37 | 10 septembre | Yolanda Be Cool & DCUP (en) | We No Speak Americano                   |
| 38 | 17 septembre | Yolanda Be Cool & DCUP (en) | We No Speak Americano                   |
| 39 | 24 septembre | Eminem feat. Rihanna        | Love the Way You Lie                    |
| 40 | 1er octobre  | Eminem feat. Rihanna        | Love the Way You Lie                    |
| 41 | 8 octobre    | Israel Kamakawiwoʻole       | Over the Rainbow/What a Wonderful World |
| 42 | 15 octobre   | Israel Kamakawiwoʻole       | Over the Rainbow/What a Wonderful World |
| 43 | 22 octobre   | Israel Kamakawiwoʻole       | Over the Rainbow/What a Wonderful World |
| 44 | 29 octobre   | Israel Kamakawiwoʻole       | Over the Rainbow/What a Wonderful World |
| 45 | 5 novembre   | Israel Kamakawiwoʻole       | Over the Rainbow/What a Wonderful World |
| 46 | 12 novembre  | Israel Kamakawiwoʻole       | Over the Rainbow/What a Wonderful World |
| 47 | 19 novembre  | Israel Kamakawiwoʻole       | Over the Rainbow/What a Wonderful World |
| 49 | 26 novembre  | Israel Kamakawiwoʻole       | Over the Rainbow/What a Wonderful World |
| 50 | 3 décembre   | Israel Kamakawiwoʻole       | Over the Rainbow/What a Wonderful World |
| 51 | 10 décembre  | Empire of the Sun           | We Are the People                       |
| 52 | 17 décembre  | Israel Kamakawiwoʻole       | Over the Rainbow/What a Wonderful World |
| 53 | 24 décembre  | Israel Kamakawiwoʻole       | Over the Rainbow/What a Wonderful World |
| 54 | 31 décembre  | Israel Kamakawiwoʻole       | Over the Rainbow/What a Wonderful World |

## Classement des albums
| №  | Date         | Artiste                | Titre                                                    |
| -- | ------------ | ---------------------- | -------------------------------------------------------- |
| 1  | 1er janvier  | Robbie Williams        | Reality Killed the Video Star                            |
| 2  | 8 janvier    | Lady Gaga              | The Fame/The Fame Monster                                |
| 3  | 15 janvier   | Lady Gaga              | The Fame/The Fame Monster                                |
| 4  | 22 janvier   | Lady Gaga              | The Fame/The Fame Monster                                |
| 5  | 29 janvier   | Lady Gaga              | The Fame/The Fame Monster                                |
| 6  | 5 février    | Tocotronic             | Schall & Wahn                                            |
| 7  | 12 février   | Peter Maffay           | Tattoos                                                  |
| 8  | 19 février   | Peter Maffay           | Tattoos                                                  |
| 9  | 26 février   | Peter Maffay           | Tattoos                                                  |
| 10 | 5 mars       | Unheilig               | Grosse Freiheit                                          |
| 11 | 12 mars      | Unheilig               | Grosse Freiheit                                          |
| 12 | 19 mars      | Unheilig               | Grosse Freiheit                                          |
| 13 | 26 mars      | Amy Macdonald          | A Curious Thing                                          |
| 14 | 2 avril      | Amy Macdonald          | A Curious Thing                                          |
| 15 | 9 avril      | Amy Macdonald          | A Curious Thing                                          |
| 16 | 16 avril     | Unheilig               | Grosse Freiheit                                          |
| 17 | 23 avril     | Gentleman              | Diversity                                                |
| 18 | 30 avril     | AC/DC                  | Iron Man 2 (Soundtrack)                                  |
| 19 | 7 mai        | Unheilig               | Grosse Freiheit                                          |
| 20 | 14 mai       | Unheilig               | Grosse Freiheit                                          |
| 21 | 21 mai       | Lena                   | My Cassette Player                                       |
| 22 | 28 mai       | Die Fantastischen Vier | Für dich immer noch Fanta Sie                            |
| 23 | 4 juin       | Lena                   | My Cassette Player                                       |
| 24 | 11 juin      | Lena                   | My Cassette Player                                       |
| 25 | 18 juin      | Lena                   | My Cassette Player                                       |
| 26 | 25 juin      | Unheilig               | Grosse Freiheit                                          |
| 27 | 2 juillet    | Unheilig               | Grosse Freiheit                                          |
| 28 | 9 juillet    | Unheilig               | Grosse Freiheit                                          |
| 29 | 16 juillet   | Unheilig               | Grosse Freiheit                                          |
| 30 | 23 juillet   | Unheilig               | Grosse Freiheit                                          |
| 31 | 30 juillet   | Unheilig               | Grosse Freiheit                                          |
| 32 | 6 août       | Unheilig               | Grosse Freiheit                                          |
| 33 | 13 août      | Unheilig               | Grosse Freiheit                                          |
| 34 | 20 août      | Unheilig               | Grosse Freiheit                                          |
| 35 | 27 août      | Iron Maiden            | The Final Frontier                                       |
| 36 | 3 septembre  | Unheilig               | Grosse Freiheit                                          |
| 37 | 10 septembre | Wir sind Helden        | Bring mich nach Hause                                    |
| 38 | 17 septembre | Unheilig               | Grosse Freiheit                                          |
| 39 | 24 septembre | Linkin Park            | A Thousand Suns                                          |
| 40 | 1er octobre  | Linkin Park            | A Thousand Suns                                          |
| 41 | 8 octobre    | David Garrett          | Rock Symphonies                                          |
| 42 | 15 octobre   | Joe Cocker             | Hard Knocks                                              |
| 43 | 22 octobre   | Robbie Williams        | In and out of Consciousness: The Greatest Hits 1990–2010 |
| 44 | 29 octobre   | Kings of Leon          | Come Around Sundown                                      |
| 45 | 5 novembre   | Andrea Berg            | Schwerelos                                               |
| 46 | 12 novembre  | Andrea Berg            | Schwerelos                                               |
| 47 | 19 novembre  | Depeche Mode           | Tour of the Universe : Barcelona 20/21.11.09             |
| 49 | 26 novembre  | Bruce Springsteen      | The Promise                                              |
| 50 | 3 décembre   | Take That              | Progress                                                 |
| 51 | 10 décembre  | Unheilig               | Grosse Freiheit                                          |
| 52 | 17 décembre  | Unheilig               | Grosse Freiheit                                          |
| 53 | 24 décembre  | Michael Jackson        | Michael                                                  |
| 54 | 31 décembre  | Unheilig               | Grosse Freiheit                                          |

## Hit-Parade de l'année
| Singles | Albums |
| --- | --- |
| 1. Israel Kamakawiwoʻole – Over the Rainbow/What a Wonderful World 2. Shakira feat. Freshlyground – Waka Waka (This Time for Africa) 3. Lena Meyer-Landrut – Satellite 4. Unheilig – Geboren um zu leben 5. Yolanda Be Cool & DCUP – We No Speak Americano 6. K’naan – Wavin’ Flag 7. Stromae – Alors on danse 8. Hurts – Wonderful Life 9. Keri Hilson – I Like 10. Kesha − Tik Tok 11. Eminem feat. Rihanna – Love the Way You Lie 12. Madcon − Glow 13. Mehrzad Marashi (de) – Don’t Believe 14. Velile (de) & Safri Duo – Helele 15. Edward Maya feat. Vika Jigulina – Stereo Love 16. Empire of the Sun – We Are the People 17. Lady Gaga – Bad Romance 18. Rihanna – Only Girl (In the World) 19. Lady Gaga – Alejandro 20. Katy Perry feat. Snoop Dogg – California Gurls 21. The Black Eyed Peas – The Time (Dirty Bit) 22. Taio Cruz – Dynamite 23. Taio Cruz feat. Ludacris – Break Your Heart 24. Aura Dione – I Will Love You Monday (365) 25. Die Atzen, Frauenarzt & Manny Marc – Disco Pogo 26. Gossip – Heavy Cross 27. Duck Sauce – Barbra Streisand 28. OneRepublic & Timbaland – Marchin’ On 29. David Guetta feat. Kid Cudi – Memories 30. The Black Eyed Peas – Meet Me Halfway 31. Flo Rida feat. David Guetta – Club Can’t Handle Me 32. Bruno Mars – Just the Way You Are 33. Laserkraft 3D – Nein, Mann! 34. Culcha Candela – Monsta 35. Aloe Blacc – I Need A Dollar 36. Owl City – Fireflies 37. Cheryl Cole – Fight for This Love 38. Leona Lewis – Run 39. Eminem – Not Afraid 40. Adam Lambert – Whataya Want from Me 41. Usher feat. Pitbull – DJ Got Us Fallin’ in Love 42. Unheilig – Winter 43. Plan B – She Said 44. Katy Perry – Teenage Dream 45. Kylie Minogue – All the Lovers 46. The Black Eyed Peas – I Gotta Feeling 47. Iyaz – Replay 48. Rihanna – Te Amo 49. Jason Derulo – In My Head 50. Lady Gaga feat. Beyoncé – Telephone | 1. Unheilig – Grosse Freiheit 2. Peter Maffay – Tattoos 3. Lady Gaga – The Fame/The Fame Monster 4. Ich + Ich – Gute Reise 5. Lena – My Cassette Player 6. Amy Macdonald – A Curious Thing 7. David Garrett – Rock Symphonies 8. Xavier Naidoo – Alles kann besser werden 9. Helene Fischer – Best of 10. Andrea Berg – Schwerelos 11. Linkin Park – A Thousand Suns 12. Eminem – Recovery 13. Phil Collins – Going Back 14. David Guetta – One Love 15. Take That – Progress 16. Adoro (de) – Für immer und dich 17. David Garrett – Encore 18. Die Fantastischen Vier – Für dich immer noch Fanta Sie 19. a-ha – 25 20. The Black Eyed Peas – The E.N.D. 21. Robbie Williams – In and Out of Consciousness 22. Silly – Alles rot 23. Pink – Funhouse 24. Gossip – Music for Men 25. Michael Jackson – Michael 26. Israel Kamakawiwoʻole – Facing Future 27. Adoro (de) – Glück 28. James Blunt – Some Kind of Trouble 29. Scorpions – Sting in the Tail 30. Schiller – Atemlos 31. Joe Cocker – Hard Knocks 32. Hurts – Happiness 33. Melody Gardot – My One and Only Thrill 34. Justin Bieber – My World 35. Bon Jovi – Greatest Hits 36. Pink – Greatest Hits… So Far!!! 37. David Garrett – Classic Romance 38. AC/DC – Iron Man 2 (Soundtrack) 39. Rihanna – Loud 40. Robbie Williams – Reality Killed the Video Star 41. Culcha Candela – Schöne neue Welt 42. Semino Rossi – Die Liebe bleibt 43. Sade – Soldier of Love 44. Peter Fox & Cold Steel – Peter Fox & Cold Steel – Live aus Berlin 45. Kings of Leon – Come Around Sundown 46. Bruce Springsteen – The Promise 47. Thirty Seconds to Mars – This Is War 48. Stanfour (de) – Rise and Fall 49. Peter Fox – Stadtaffe 50. Falco – The Spirit Never Dies |